# Giovanni Battista Benedetti
Giovanni Battista Benedetti (italià: Giambattista Benedetti)  (Venècia, 14 d'agost de 1530 - Torí, 20 de gener de 1590) va ser un matemàtic i físic italià.

## Biografia
Benedetti ve d'una família rica de Venècia. És el seu pare qui li ensenyà filosofia, les matemàtiques i les ciències. Aquesta educació a casa no li permet tenir els diplomes oficials que li donen accés a llocs de professor.
En els anys 1546 - 1548, Benedetti estudià els Elements d'Euclides sota la direcció de Niccolo Fontana Tartaglia.
El 1558, Benedetti es fa matemàtic amb el duc Ottavio Farnese a Parma. Hi manté el paper de professor, d'astrologia i d'arquitectura. Efectua observacions astronòmiques i construeix mapes solars.
El 1567, és convidat pel duc de Savoie, Manuel Filibert de Savoia, al tribunal de Torí. S'hi quedarà fins a la seva mort, en tant que conseller del duc sobre tots els assumptes científics.

## Contribucions
Benedetti va ser un dels més importants científics del segle XVI que es va interessar per una ampla gama de temes: geometria, mecànica, física, meteorologia, música, acústica, òptica, astronomia, astrologia, ...

### Matemàtiques
El 1553, publicà Resolution omnium Euclidis problematum, en el qual resol amb elegància els problemes de construcció amb regle i compàs presentats per Euclides. Les seves reflexions sobre la perspectiva en l'article De rationibus operationum perspectivae, publicat en el Diversarum speculationum mathematicarum et physicarum liber, és la primera referència al mètode d'Alberti i a l'ús d'una finestra per a visualitzar la perspectiva. En aquest mateix llibre, publicat el 1585, es troba també una reflexió sobre les còniques (hi enuncia per exemple que la secció del con per dos plans paral·lels produeix dos seccions còniques semblants) i una anàlisi del llibre V dels Elements d'Euclides.

### Física
Benedetti és sovint considerat com el precursor de Galileo Galilei. Formulà una llei sobre la caiguda de cossos i publicà el 1554 el tractat Demonstratio proportionum motuum localium, en el qual critica tota la física aristotèlica. Demostrà que la resistència que experimenta un cos està vinculada a la seva superfície i no al seu volum. Per tant, és només en el buit on tots els cossos poden caure a la mateixa velocitat. Benedetti desenvolupà més àmpliament les seves idees sobre la caiguda dels cossos en el seu Diversarum speculationum mathematicarum et physicarum liber.
Aquesta obra publicada el 1585 continua sent probablement la major contribució italiana a la física després de la de Galilei. La part física del llibre és una anàlisi crítica de la física aristotèlica, una reflexió sobre la caiguda dels cossos i dels enunciats sobre principis hidràulics. Per a Benedetti, l'error més important d'Aristòtil és la negació del buit i del moviment en el seu interior.

### Música
En música, atribueix la consonància o la dissonància de dos sons a la relació de les dues freqüències de les oscil·lacions de les masses d'aire generades pels instruments. Associant aquesta freqüència al contrari de la longitud de la corda que produeix el so, determina matemàticament el grau de consonància o de dissonància de dos sons (cartes a Capiano da Rore (1563)) publicades el 1585.

### Astronomia

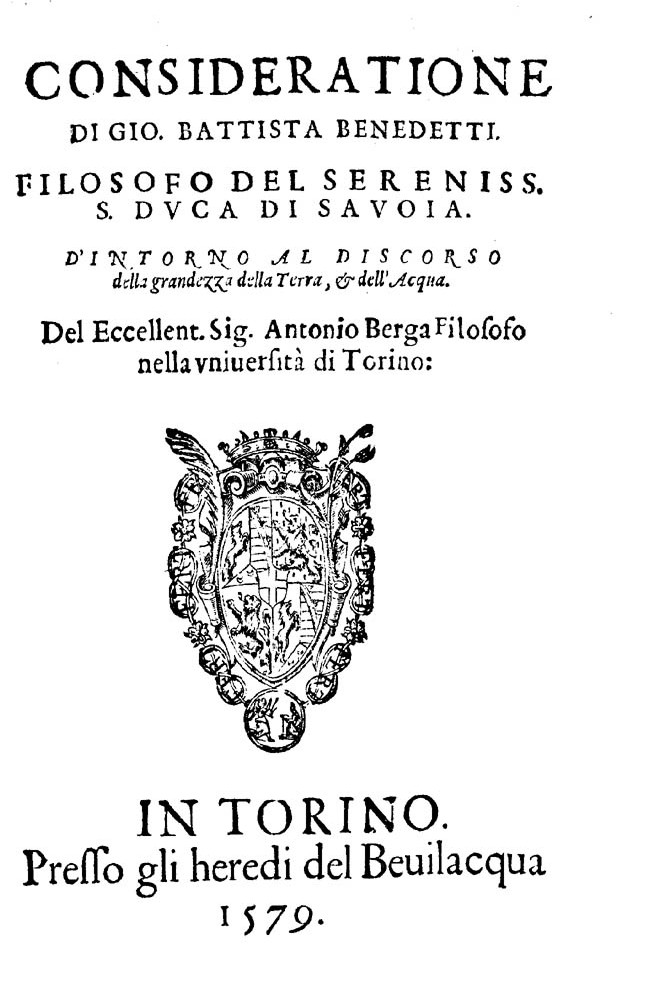
Consideratione d'intorno al discorso della grandezza della terra, e dell'acqua, 1579

El 1573, publica el seu llibre De gnomonum umbrarumque solarium usu liber en el qual descriu mètodes de construcció de mapes solars d'inclinació variable. El 1578, en el seu informe De temporum emendatione opinion, proposa una correcció i una reforma del calendari. El 1578, en el curs d'un debat públic organitzat pel duc de Savoie amb Antonio Berga, discuteix sobre la proporció terra-mar a la superfície de la Terra.
També va intentar obtenir una explicació geomètrica de la nova estrella que va aparèixer a la constel·lació de Cassiopea el 1572-1573.

### Arquitectura
A Torí, en tant que arquitecte i físic, ara el responsable de supervisar els projectes de construcció i d'enginyeria, com fortificacions o creació d'instruments pràctics per la guerra o l'esbarjo. Sembla que una de les seves obres va ser una font construïda en el parc de Viboccone dissenyat per Andrea Palladio a Torí. El segon llibre del seu Diversarum speculationum mathematicarum et physicarum liber (1585) està dedicat a problemes de perspectiva que son rellevants per a l'arquitectura.

### Astrologia
Benedetti creia en la influència dels cossos celestes i ho recolzava amb la seva cosmologia. Havia calculat la data de la seva mort i la va fixar l'any 1592, però en el seu llit de mort, el 1590, la va recalcular i va concloure que hi havia un error de quatre minuts ne la seva nativitat.